# Друзь Інна Олександрівна
Інна Олександрівна Друзь (нар. 24 червня 1979, Ленінград) — економіст і педагог, гравець телевізійної гри «Що? Де? Коли?». Дочка Олександра Друзя, сестра Марини Друзь.

## Біографія
Інна Друзь народилася в родині відомого знавця телегри «Що? Де? Коли?» Олександра Друзя.
Закінчила фізико-математичний ліцей № 239 Санкт-Петербурга. Продовжила освіту в Санкт-Петербурзькому державному університеті економіки та фінансів (СПбДУЕФ), Університеті П'єра Мендеса в Греноблі та Університеті Париж-Дофін. За освітою — економіст. Працювала провідним консультантом відділу корпоративних фінансів Промислово-будівельного банку, потім доцентом кафедри фінансів в СПбДУЕФ.
У 2006 році вийшла заміж за програміста Михайла Пліскіна. У липні 2008 року в Інни народилася дочка Аліса. У 2011 році у Інни народилася ще одна донька, яку назвали Аліна.

## Участь в інтелектуальних іграх

### «Своя гра»
На початку 1995 року брала участь у двох випусках «Своєї гри».

### «Що? Де? Коли?»
Інна стала наймолодшим знавцем за всю історію клубу «Що? Де? Коли?»: у спортивну версію вона безперервно грає з 12 років. Вперше сіла за стіл в елітарному клубі в 15 років. Після другої гри у складі команди Олексія Блінова удостоїлася червоного піджака «безсмертного» члена клубу.
Володарка «Кришталевої сови» за зимову серію ігор 2003 року. Команда Олеся Мухіна виграла фінал серії з рахунком 6:2, й Інна, як кращий гравець серії, отримала право зібрати команду на фінальну гру року. У фіналі команда Інни Друзь виграла у телеглядачів з рахунком 6:5.
У спортивному варіанті гри багато років виступає за команду Олександра Друзя. У складі цієї команди стала переможницею Першого чемпіонату світу з «Що? Де? Коли?», що проводився в Баку в 2002 роціта низки інших престижних турнірів, останнім з яких став Кубок губернатора Санкт-Петербурга 2005 року.
Лауреат премії Міжнародної асоціації клубів «Що? Де? Коли?» за 2007 рік у номінації «Найкраще запитання року».